# ファイアーエムブレムのディスコグラフィ (アカネイア大陸)
ファイアーエムブレムのディスコグラフィ (アカネイア大陸)
本項では、コンピュータゲーム『ファイアーエムブレム』シリーズのうちアカネイア大陸を舞台とする作品のディスコグラフィを扱う。

## ファイアーエムブレム -G.S.M.NINTENDO 3-
『ファイアーエムブレム -G.S.M. NINTENDO 3-』（ファイアーエムブレム ジーエスエムニンテンドウ スリー）は、シリーズ第1作『ファイアーエムブレム 暗黒竜と光の剣』のアルバムである。CDとカセットテープで発売された。
ファイアーエムブレムシリーズ初の音楽CDである。12曲目を除いた全作にアレンジがなされている。
作曲は馬場由佳。編曲はMAX ALEXとKEI TAKANISHIが担当している。
CDジャケットは、『暗黒竜と光の剣』のパッケージイラストをアレンジしたものになっている。

### 収録曲（G.S.M. NINTENDO 3）
1. 遙かなるアリティア（オープニング）[注 2]
2. マルスの決意（各マップの始まり）
3. 宣戦布告!!（マップBGM2）
4. 反撃!!（マップBGM1～戦い2）
5. 決死の突撃（マップBGM3～戦い3～戦い1）
6. 開放～ウイニング・マーチ＜歓喜>（勝利～勝利の歌）
7. 選ばれし者たち（最終マップBGM・プレイヤー側）
8. 恐怖のしもべたち（最終マップ・コンピュータ側）
9. メディウス＜猛り狂うドラゴン＞（戦い4）
10. 英雄ロードマルス（勝利の会話）
11. 人々の祈り（エンディング）
12. エンディング・オムニバス編＜オリジナルバージョン＞

## ファイアーエムブレム キャラクター・テーマ集
『ゲームミュージック ファイアーエムブレム キャラクター・テーマ集』は日本コロムビアから発売された編曲、林有三によるHAYASHI ORCHESTRAの演奏のアレンジCDである。
『暗黒竜と光の剣』のエンディングスタッフロールではMUSICに「YUKA BANBA」と「HIROKAZU TANAKA」となっていたが、このCDでのリーフレットでは、作曲、馬場由佳。製作協力、任天堂株式会社、HIROKAZU TANAKAと表記されている。
CDジャケットは『G．S．M．NINTENDO 3』では『暗黒竜』のパッケージイラストをアレンジしているが、このCDでは黒象牙風の枠に暗雲の稲光の中央に神剣・ファルシオンが立っているという分かりやすいものになっている。裏表紙はキャラクターの題名に該当する『暗黒竜』のキャラクターの公式イラストが添えられている。
アレンジ元の曲と題名のキャラクターの関係性については全く記載されていない。CD以外にカセットヴァージョンも存在していた。初回封入特典は、『暗黒竜』のマルス、シーダ数名のオリジナルキャラクターステッカーとフィールド関連の楽譜であった。
『暗黒竜』のみの音楽CDは今回が最後で、『ファイアーエムブレム外伝』の音楽CDは存在せず、次のFEシリーズの音楽CDは『ファイアーエムブレム 紋章の謎』の『ファイアーエムブレム~紋章の謎~サウンド・メモリアル』となった。

### 収録曲（キャラクター・テーマ集）
解説は、「G.S.M NINTENDO 3」と「FIRE EMBLEM THE BEST1」で一致している題名を記載している。
1. マルス
オープニングを起用[注 6]。
2. アベル
マップBGM1を起用。
3. ミネルバ
マップBGM2を起用。
4. ハーディン
（勝利と勝利の歌を起用。
5. ジェイガン
戦い1を起用。
6. シーダ
各マップの始まりを起用。
7. メディウス
戦い4を起用。
8. カミュ
戦い2を起用。
9. オリジナルBGMメドレー
10. オリジナルSEメドレー

## ファイアーエムブレム 紋章の謎 サウンドメモリアム
『ファイアーエムブレム 紋章の謎 サウンドメモリアム』は、1994年にポニーキャニオンから発売された『ファイアーエムブレム 紋章の謎』の音楽CDである。
ファイアーエムブレムの音楽CDとしては『TOY MUSIC 2 FIRE EMBLEM』以来4年ぶりで、『紋章の謎』としては最初で最後のCDアルバムである。『G.S.M NINTENDO 3』以来のポニーキャニオンからの発売でもある。
シリーズでは今作品が初のゲーム音源を使ったCDアルバムとなる。そのほかに7曲のアレンジ曲が収録されている。
ジャケットには、夕日にグランドキャニオン風の大地の写真を起用している。

### 収録曲（サウンドメモリアム）

#### オリジナルアレンジバージョン
1.Prologue ～A Message～
2.Tapestry
3.The theme of Fire Emblem　
4.In action　
5.神の御子、白き賢者（ガトーのテーマ）　
6.The last stand　
7.Epilogue

#### SFCバージョン
8.オープニングテーマ／紋章の謎 EMBLEM
9.タペストリー／ナーガの経典 TAPESTRY
10.メインテーマ／ファイアーエムブレム TITLE & DEMO　
11.アカネイア序曲 SELECT　
12.紋章の謎 PROLOGUE 2
13.新たなる旅立ち ALLMAP 2-1
14.英雄戦争 ALLMAP 2-3
15.竜の祭壇 ALLMAP 2-4
16.進撃 MAP PLY 2-1
17.遠征 MAP PLY 2-2
18.解放 MAP PLY 2-3
19.聖戦 MAP PLY 2-4
20.勝利は我らに(B) MAP PLY 2-5
21.反乱 MAP CP 2-1
22.誰が為に MAP CP 2-3
23.攻撃 BATTLE 2-1
24.防御 BATTLE 2-2
25.対決 BATTLE 2-3
26.踊子 BATTLE 2-4
27.フィーナ BATTLE 2-5
28.暗黒皇帝 BATTLE 2-6
29.暗黒地竜 BATTLE 2-7　
30.出陣 EVENT 1
31.運命 EVENT 2
32.謀略 EVENT 3
33.異世界 EVENT 4
34.愛のテーマ EVENT 5
35.出会いのテーマ(B) EVENT 6
36.リカード EVENT 7
37.勝利 EVENT 8
38.邪悪な者 EVENT 9
39.神竜伝説(A) EVENT 10　
40.神竜伝説(B) EVENT 11
41.村の娘 VILLAGE 3
42.悲惨な村人 VILLAGE 4
43.終末(B) GAME OVER　
44.EDメドレー(B) ENDING 2　
45.エピローグ(B) ENDING 9　
46.「SE」 レベルアップ～宝物取得～ユニットチェンジ～重要アイテム取得～武器壊れる～ライブの杖～壁が！階段が！～封印の盾～白魔法：回復系～白魔法：その他～白魔法：特殊～白魔法：オーム～黒魔法：マフー～黒魔法：スターライト